# Massais
Massais
Bouillé-Saint-Paul korábbi község Franciaország Új-Aquitania régiójában, Deux-Sèvres megyében. 2017. január 1-jén Cersay és Bouillé-Saint-Paul korábbi községgel egyesült és az így létrejött Val en Vignes új község része lett.
{lakosság}} Massais Cersay, Bouillé-Saint-Paul, Le Breuil-sous-Argenton, Mauzé-Thouarsais, Moutiers-sous-Argenton és Ulcot községekkel határos.

## Népesség
A település népességének változása:
| Lakosok száma | 593  | 629  | 645  | 613  |
|               | 2013 | 2015 | 2017 | 2018 |